# Donegal (tkanina)
Donegal (tweed) – rodzaj tkaniny wełnianej, która jest wyrabiana z grubej przędzy zgrzebnej z ciemnym wątkiem oraz jasną osnową. Tkaninę donegal wykonuje się zazwyczaj o płóciennym splocie. Tkanina ta jest przeznaczona do szycia płaszczy, a także ubrań sportowych.